# Marith Tande
Marith Tande, född 1852, död 1926, var en norsk butiksägare och kommunpolitiker. Hon satt i stadsfullmäktige i Lillehammer 1902-1913. Hon en av de två första kvinnliga stadsfullmäktige i Lillehammer, och en av de 100 första kvinnor som valdes in i fullmäktige i Norge 1901.